# Artaix
|  | Per a altres significats, vegeu «Artaix (Saona i Loira)». |

Artaix (oficialment i en castellà, Artaj) és un llogaret del municipi valencià d'Andilla (a la comarca dels Serrans). Situada en una fondalada, en el paratge conegut com El Estrecho de la rambla d'Andilla o d'Artaix. Envoltada per les muntanyes de la Serra d'Andilla, s'arriba després de desviar-se de la carretera CV-341 que ve del Villar passant pel llogaret i arribant, després de sis quilòmetres i mig, a la vila. Va ser fundada com colònia al voltant de 1960. Els nous colons, sobretot caçadors i terratinents anaren comprant els terrenys i construint les cases fins a conformar l'actual nucli. Compta a diversos serveis, com una piscina pública, consultori mèdic, safareig, font, frontó, una ermita, etc. A l'estiu arriba a tindre vora 700 habitants. El 15 d'agost són les festes en honor de la Verge del Carme i un dels actes més importants és la cursa popular fins a la vila.